# Coppa Italia Semiprofessionisti 1980-1981
La Coppa Italia Semiprofessionisti 1980-1981 è stata la 9ª edizione e si è conclusa con la vittoria dell'Arezzo, al suo primo titolo.

## Fase eliminatoria a gironi
Le gare furono disputate tra il 24 agosto e il 21 settembre.

### Girone 1
|             | ALE | AST | DER |
| ----------- | --- | --- | --- |
| Alessandria | ––– | 1-1 | 0-1 |
| Asti TSC    | 2-4 | ––– | 2-0 |
| Derthona    | 1-1 | 1-1 | ––– |

| Pos. | Squadra     | Pt | G | V | N | P | GF | GS | DR |
| ---- | ----------- | -- | - | - | - | - | -- | -- | -- |
| 1.   | Alessandria | 4  | 4 | 1 | 2 | 1 | 6  | 5  | +1 |
| 2.   | Asti TSC    | 4  | 4 | 1 | 2 | 1 | 6  | 6  | 0  |
| 3.   | Derthona    | 4  | 4 | 1 | 2 | 1 | 3  | 4  | -1 |

### Girone 2
|        | CAS | NOV | PAV |
| ------ | --- | --- | --- |
| Casale | ––– | 1-1 | 0-0 |
| Novara | 1-2 | ––– | 0-0 |
| Pavia  | 0-0 | 1-1 | ––– |

| Pos. | Squadra | Pt | G | V | N | P | GF | GS | DR |
| ---- | ------- | -- | - | - | - | - | -- | -- | -- |
| 1.   | Casale  | 5  | 4 | 1 | 3 | 0 | 3  | 2  | +1 |
| 2.   | Pavia   | 4  | 4 | 0 | 4 | 0 | 1  | 1  | 0  |
| 3.   | Novara  | 3  | 4 | 0 | 3 | 1 | 3  | 4  | -1 |

### Girone 3
|          | ARO | BIE | OME |
| -------- | --- | --- | --- |
| Arona    | ––– | 2-0 | 1-0 |
| Biellese | 3-1 | ––– | 1-3 |
| Omegna   | 4-1 | 1-0 | ––– |

| Pos. | Squadra  | Pt | G | V | N | P | GF | GS | DR |
| ---- | -------- | -- | - | - | - | - | -- | -- | -- |
| 1.   | Omegna   | 6  | 4 | 3 | 0 | 1 | 8  | 3  | +5 |
| 2.   | Arona    | 4  | 4 | 2 | 0 | 2 | 5  | 7  | -2 |
| 3.   | Biellese | 2  | 4 | 1 | 0 | 3 | 4  | 7  | -3 |

### Girone 4
|            | LEG | PPA | RHO |
| ---------- | --- | --- | --- |
| Legnano    | ––– | 0-1 | 1-0 |
| Pro Patria | 1-3 | ––– | 2-1 |
| Rhodense   | 0-1 | 1-3 | ––– |

| Pos. | Squadra    | Pt | G | V | N | P | GF | GS | DR |
| ---- | ---------- | -- | - | - | - | - | -- | -- | -- |
| 1.   | Pro Patria | 6  | 4 | 2 | 2 | 0 | 4  | 1  | +3 |
| 2.   | Legnano    | 5  | 4 | 1 | 3 | 0 | 5  | 1  | +4 |
| 3.   | Rhodense   | 1  | 4 | 0 | 1 | 3 | 0  | 7  | -7 |

### Girone 5
|          | CAS | LEC | SER |
| -------- | --- | --- | --- |
| Casatese | ––– | 0-1 | 1-0 |
| Lecco    | 1-3 | ––– | 2-1 |
| Seregno  | 0-1 | 1-3 | ––– |

| Pos. | Squadra  | Pt | G | V | N | P | GF | GS | DR |
| ---- | -------- | -- | - | - | - | - | -- | -- | -- |
| 1.   | Casatese | 6  | 4 | 3 | 0 | 1 | 5  | 2  | +3 |
| 2.   | Lecco    | 6  | 4 | 3 | 0 | 1 | 7  | 5  | +2 |
| 3.   | Seregno  | 0  | 4 | 0 | 0 | 4 | 2  | 7  | -5 |

### Girone 6
|             | PIA | FAN | SAN |
| ----------- | --- | --- | --- |
| Piacenza    | ––– | 0-0 | 4-0 |
| Fanfulla    | 1-1 | ––– | 0-0 |
| Sant'Angelo | 0-1 | 2-0 | ––– |

| Pos. | Squadra     | Pt | G | V | N | P | GF | GS | DR |
| ---- | ----------- | -- | - | - | - | - | -- | -- | -- |
| 1.   | Piacenza    | 6  | 4 | 2 | 0 | 2 | 6  | 1  | +5 |
| 2.   | Fanfulla    | 3  | 4 | 0 | 1 | 3 | 1  | 3  | -2 |
| 3.   | Sant'Angelo | 3  | 4 | 1 | 2 | 1 | 2  | 5  | -3 |

### Girone 7
|            | CRE | PAR | PER |
| ---------- | --- | --- | --- |
| Cremonese  | ––– | 2-0 | 2-0 |
| Parma      | 1-1 | ––– | 1-1 |
| Pergocrema | 1-1 | 1-0 | ––– |

| Pos. | Squadra    | Pt | G | V | N | P | GF | GS | DR |
| ---- | ---------- | -- | - | - | - | - | -- | -- | -- |
| 1.   | Cremonese  | 6  | 4 | 2 | 2 | 0 | 6  | 2  | +4 |
| 2.   | Pergocrema | 4  | 4 | 1 | 2 | 1 | 3  | 4  | -1 |
| 3.   | Parma      | 2  | 4 | 0 | 2 | 2 | 2  | 5  | -3 |

### Girone 8
|           | MAN | MON | TRE |
| --------- | --- | --- | --- |
| Mantova   | ––– | 1-0 | 3-2 |
| Monselice | 0-2 | ––– | 0-3 |
| Trento    | 0-0 | 2-0 | ––– |

| Pos. | Squadra   | Pt | G | V | N | P | GF | GS | DR |
| ---- | --------- | -- | - | - | - | - | -- | -- | -- |
| 1.   | Mantova   | 7  | 4 | 3 | 1 | 0 | 7  | 2  | +5 |
| 2.   | Trento    | 5  | 4 | 2 | 1 | 1 | 6  | 3  | +3 |
| 3.   | Monselice | 0  | 4 | 0 | 0 | 4 | 0  | 8  | -8 |

### Girone 9
|         | ADR | PAD | TRE |
| ------- | --- | --- | --- |
| Adriese | ––– | 0-1 | 1-0 |
| Padova  | 3-0 | ––– | 0-0 |
| Treviso | 4-0 | 0-1 | ––– |

| Pos. | Squadra | Pt | G | V | N | P | GF | GS | DR |
| ---- | ------- | -- | - | - | - | - | -- | -- | -- |
| 1.   | Padova  | 7  | 4 | 3 | 1 | 0 | 5  | 0  | +5 |
| 2.   | Treviso | 3  | 4 | 1 | 1 | 2 | 4  | 2  | +2 |
| 3.   | Adriese | 2  | 4 | 0 | 1 | 3 | 1  | 8  | -7 |

### Girone 10
|         | MES | MIR | VEN |
| ------- | --- | --- | --- |
| Mestre  | ––– | 0-0 | 1-1 |
| Mira    | 1-1 | ––– | 3-0 |
| Venezia | 1-0 | 2-2 | ––– |

| Pos. | Squadra | Pt | G | V | N | P | GF | GS | DR |
| ---- | ------- | -- | - | - | - | - | -- | -- | -- |
| 1.   | Mira    | 4  | 4 | 1 | 2 | 1 | 4  | 2  | +2 |
| 2.   | Mestre  | 4  | 4 | 0 | 4 | 0 | 4  | 4  | 0  |
| 3.   | Venezia | 4  | 4 | 1 | 2 | 1 | 4  | 6  | -2 |

### Girone 11
|            | CON | POR | TRI |
| ---------- | --- | --- | --- |
| Conegliano | ––– | 0-1 | 1-0 |
| Pordenone  | 1-0 | ––– | 1-1 |
| Triestina  | 1-1 | 2-0 | ––– |

| Pos. | Squadra    | Pt | G | V | N | P | GF | GS | DR |
| ---- | ---------- | -- | - | - | - | - | -- | -- | -- |
| 1.   | Pordenone  | 5  | 4 | 2 | 1 | 1 | 3  | 3  | 0  |
| 2.   | Triestina  | 4  | 4 | 1 | 2 | 1 | 4  | 3  | +1 |
| 3.   | Conegliano | 3  | 4 | 1 | 1 | 2 | 2  | 3  | -1 |

### Girone 12
|          | FOR | MOD | REG |
| -------- | --- | --- | --- |
| Forlì    | ––– | 3-1 | 1-3 |
| Modena   | 2-2 | ––– | 1-4 |
| Reggiana | 2-2 | 0-0 | ––– |

| Pos. | Squadra  | Pt | G | V | N | P | GF | GS | DR |
| ---- | -------- | -- | - | - | - | - | -- | -- | -- |
| 1.   | Reggiana | 7  | 4 | 3 | 1 | 0 | 10 | 3  | +7 |
| 2.   | Forlì    | 3  | 4 | 1 | 1 | 2 | 7  | 9  | -2 |
| 3.   | Modena   | 2  | 4 | 0 | 2 | 2 | 4  | 9  | -5 |

### Girone 13
|           | SAN | SAV | SPE |
| --------- | --- | --- | --- |
| Sanremese | ––– | 1-1 | 1-0 |
| Savona    | 0-0 | ––– | 1-2 |
| Spezia    | 0-0 | 1-2 | ––– |

| Pos. | Squadra   | Pt | G | V | N | P | GF | GS | DR |
| ---- | --------- | -- | - | - | - | - | -- | -- | -- |
| 1.   | Sanremese | 5  | 4 | 1 | 3 | 0 | 2  | 1  | +1 |
| 2.   | Savona    | 4  | 4 | 1 | 2 | 1 | 4  | 4  | 0  |
| 3.   | Spezia    | 3  | 4 | 1 | 1 | 2 | 3  | 4  | -1 |

### Girone 14
|           | CAR | CER | LIV |
| --------- | --- | --- | --- |
| Carrarese | ––– | 2-0 | 0-0 |
| Cerretese | 3-1 | ––– | 2-3 |
| Livorno   | 0-1 | 1-0 | ––– |

| Pos. | Squadra   | Pt | G | V | N | P | GF | GS | DR |
| ---- | --------- | -- | - | - | - | - | -- | -- | -- |
| 1.   | Livorno   | 5  | 4 | 2 | 1 | 1 | 4  | 3  | +1 |
| 2.   | Carrarese | 5  | 4 | 2 | 1 | 1 | 4  | 3  | +1 |
| 3.   | Cerretese | 2  | 4 | 1 | 0 | 3 | 5  | 7  | -2 |

### Girone 15
|          | EMP | SIE | LUC |
| -------- | --- | --- | --- |
| Empoli   | ––– | 1-1 | 0-0 |
| Siena    | 2-4 | --- | 1-1 |
| Lucchese | 1-0 | 1-1 | --- |

| Pos. | Squadra  | Pt | G | V | N | P | GF | GS | DR |
| ---- | -------- | -- | - | - | - | - | -- | -- | -- |
| 1.   | Lucchese | 5  | 4 | 1 | 3 | 0 | 3  | 2  | +1 |
| 2.   | Empoli   | 4  | 4 | 1 | 2 | 1 | 5  | 4  | +1 |
| 3.   | Siena    | 3  | 4 | 0 | 3 | 1 | 5  | 7  | -2 |

### Girone 16
|                     | MON | PRA | RON |
| ------------------- | --- | --- | --- |
| Montecatini         | ––– | 1-5 | 0-4 |
| Prato               | 5-1 | ––– | 1-1 |
| Rondinella Marzocco | 6-0 | 1-0 | ––– |

| Pos. | Squadra             | Pt | G | V | N | P | GF | GS | DR  |
| ---- | ------------------- | -- | - | - | - | - | -- | -- | --- |
| 1.   | Rondinella Marzocco | 7  | 4 | 3 | 1 | 0 | 12 | 1  | +11 |
| 2.   | Prato               | 5  | 4 | 1 | 2 | 1 | 11 | 4  | +7  |
| 3.   | Montecatini         | 0  | 4 | 0 | 0 | 4 | 1  | 20 | -19 |

### Girone 17
|               | ARE | MON | SAN |  |
| ------------- | --- | --- | --- |  |
| Arezzo        | ––– | 1-0 | 3-0 |  |
| Montevarchi   | 1-1 | ––– | 0-2 |  |
| Sangiovannese | 0-2 | 4-0 | ––– |  |

| Pos. | Squadra       | Pt | G | V | N | P | GF | GS | DR |
| ---- | ------------- | -- | - | - | - | - | -- | -- | -- |
| 1.   | Arezzo        | 7  | 4 | 3 | 1 | 0 | 7  | 1  | +6 |
| 2.   | Sangiovannese | 4  | 4 | 2 | 0 | 2 | 6  | 5  | +1 |
| 3.   | Montevarchi   | 1  | 4 | 0 | 1 | 3 | 1  | 8  | -7 |

### Girone 18
|                   | CAT | CdC | SAN |
| ----------------- | --- | --- | --- |
| Cattolica         | ––– | 3-2 | 1-1 |
| Città di Castello | 0-2 | ––– | 0-0 |
| Sansepolcro       | 0-0 | 0-0 | ––– |

| Pos. | Squadra           | Pt | G | V | N | P | GF | GS | DR |
| ---- | ----------------- | -- | - | - | - | - | -- | -- | -- |
| 1.   | Cattolica         | 6  | 4 | 2 | 2 | 0 | 6  | 3  | +3 |
| 2.   | Sansepolcro       | 4  | 4 | 0 | 4 | 0 | 1  | 1  | 0  |
| 3.   | Città di Castello | 2  | 4 | 0 | 2 | 2 | 3  | 4  | -1 |

### Girone 19
|            | ANC | FAN | VIS |
| ---------- | --- | --- | --- |
| Anconitana | ––– | 0-0 | 2-0 |
| Fano       | 1-0 | ––– | 2-0 |
| Vis Pesaro | 1-1 | 0-2 | ––– |

| Pos. | Squadra    | Pt | G | V | N | P | GF | GS | DR |
| ---- | ---------- | -- | - | - | - | - | -- | -- | -- |
| 1.   | Fano       | 7  | 4 | 3 | 1 | 0 | 5  | 0  | +5 |
| 2.   | Anconitana | 4  | 4 | 2 | 1 | 3 | 2  | +1 |    |
| 3.   | Vis Pesaro | 1  | 4 | 0 | 1 | 3 | 1  | 7  | -6 |

### Girone 20
|              | CIV | MAC | OSI |
| ------------ | --- | --- | --- |
| Civitanovese | ––– | 2-0 | 1-0 |
| Maceratese   | 2-1 | ––– | 4-0 |
| Osimana      | 0-1 | 1-2 | ––– |

| Pos. | Squadra      | Pt | G | V | N | P | GF | GS | DR |
| ---- | ------------ | -- | - | - | - | - | -- | -- | -- |
| 1.   | Maceratese   | 6  | 4 | 3 | 0 | 1 | 9  | 3  | +6 |
| 2.   | Civitanovese | 6  | 4 | 0 | 1 | 5 | 3  | +2 |    |
| 3.   | Osimana      | 0  | 4 | 0 | 0 | 4 | 1  | 8  | -7 |

### Girone 21
|                | GIU | SAM | TER |
| -------------- | --- | --- | --- |
| Giulianova     | ––– | 0-1 | 3-2 |
| Sambenedettese | 1-0 | ––– | 1-2 |
| Teramo         | 0-0 | 1-2 | ––– |

| Pos. | Squadra        | Pt | G | V | N | P | GF | GS | DR |
| ---- | -------------- | -- | - | - | - | - | -- | -- | -- |
| 1.   | Sambenedettese | 6  | 4 | 3 | 0 | 1 | 5  | 3  | +2 |
| 2.   | Teramo         | 3  | 4 | 1 | 1 | 2 | 5  | 6  | -1 |
| 3.   | Giulianova     | 3  | 4 | 1 | 1 | 2 | 3  | 4  | -1 |

### Girone 22
|             | CHI | FRA | LAN |
| ----------- | --- | --- | --- |
| Chieti      | ––– | 1-0 | 1-0 |
| Francavilla | 2-0 | ––– | 1-0 |
| Lanciano    | 0-0 | 1-0 | ––– |

| Pos. | Squadra     | Pt | G | V | N | P | GF | GS | DR |
| ---- | ----------- | -- | - | - | - | - | -- | -- | -- |
| 1.   | Chieti      | 5  | 4 | 2 | 1 | 1 | 2  | 2  | 0  |
| 2.   | Francavilla | 4  | 4 | 2 | 0 | 2 | 3  | 2  | +1 |
| 3.   | Lanciano    | 3  | 4 | 1 | 1 | 2 | 1  | 2  | -1 |

### Girone 23
|               | BdR | GRO | TER |
| ------------- | --- | --- | --- |
| Banco di Roma | --- | 0-2 | 0-1 |
| Grosseto      | 0-1 | --- | 0-0 |
| Ternana       | 0-1 | 4-1 | ––– |

| Pos. | Squadra       | Pt | G | V | N | P | GF | GS | DR |
| ---- | ------------- | -- | - | - | - | - | -- | -- | -- |
| 1.   | Ternana       | 5  | 4 | 2 | 1 | 1 | 6  | 2  | +4 |
| 2.   | Banco di Roma | 4  | 4 | 2 | 0 | 2 | 2  | 3  | -1 |
| 3.   | Grosseto      | 3  | 4 | 1 | 1 | 2 | 3  | 5  | -2 |

### Girone 24
|               | ALM | CIV | L'AQ |
| ------------- | --- | --- | ---- |
| Almas Roma    | ––– | 3-0 | 0-1  |
| Civitavecchia | 1-1 | ––– | 0-0  |
| L'Aquila      | 0-1 | 3-1 | –––  |

| Pos. | Squadra       | Pt | G | V | N | P | GF | GS | DR |
| ---- | ------------- | -- | - | - | - | - | -- | -- | -- |
| 1.   | ALMAS         | 5  | 4 | 2 | 1 | 1 | 5  | 2  | +3 |
| 2.   | L’Aquila      | 5  | 4 | 2 | 1 | 1 | 3  | 3  | 0  |
| 3.   | Civitavecchia | 2  | 4 | 0 | 2 | 2 | 2  | 7  | -5 |

### Girone 25
|            | CAS | LAT | SAN |
| ---------- | --- | --- | --- |
| Casalotti  | ––– | 0-0 | 0-0 |
| Latina     | 2-0 | ––– | 1-0 |
| Sant'Elena | 0-3 | 0-0 | ––– |

| Pos. | Squadra    | Pt | G | V | N | P | GF | GS | DR |
| ---- | ---------- | -- | - | - | - | - | -- | -- | -- |
| 1.   | Latina     | 6  | 4 | 2 | 2 | 0 | 3  | 0  | +3 |
| 2.   | Casalotti  | 4  | 4 | 1 | 2 | 1 | 3  | 2  | +1 |
| 3.   | Sant'Elena | 2  | 4 | 0 | 1 | 3 | 0  | 4  | -4 |

### Girone 26
|            | AVE | CAM | FOR |
| ---------- | --- | --- | --- |
| Avezzano   | ––– | 1-1 | 0-0 |
| Campobasso | 1-0 | ––– | 2-0 |
| Formia     | 0-0 | 0-0 | ––– |

| Pos. | Squadra    | Pt | G | V | N | P | GF | GS | DR |
| ---- | ---------- | -- | - | - | - | - | -- | -- | -- |
| 1.   | Campobasso | 6  | 4 | 2 | 2 | 0 | 4  | 1  | +3 |
| 2.   | Avezzano   | 3  | 4 | 0 | 3 | 1 | 1  | 2  | -1 |
| 3.   | Formia     | 3  | 4 | 0 | 3 | 1 | 0  | 2  | -2 |

### Girone 27
|          | CAM | FRA | TUR |
| -------- | --- | --- | --- |
| Campania | ––– | 1-0 | 0-0 |
| Frattese | 0-0 | ––– | 1-0 |
| Turris   | 1-1 | 1-0 | ––– |

| Pos. | Squadra  | Pt | G | V | N | P | GF | GS | DR |
| ---- | -------- | -- | - | - | - | - | -- | -- | -- |
| 1.   | Campania | 5  | 4 | 1 | 3 | 0 | 2  | 1  | +1 |
| 2.   | Turris   | 4  | 4 | 1 | 2 | 1 | 2  | 2  | 0  |
| 3.   | Frattese | 3  | 4 | 1 | 1 | 2 | 1  | 2  | -1 |

### Girone 28
|           | BEN | CAS | PAL |
| --------- | --- | --- | --- |
| Benevento | ––– | 2-0 | 0-2 |
| Casertana | 3-1 | ––– | 1-1 |
| Palmese   | 0-0 | 3-1 | ––– |

| Pos. | Squadra   | Pt | G | V | N | P | GF | GS | DR |
| ---- | --------- | -- | - | - | - | - | -- | -- | -- |
| 1.   | Palmese   | 6  | 4 | 2 | 2 | 0 | 6  | 2  | +4 |
| 2.   | Benevento | 3  | 4 | 1 | 1 | 2 | 3  | 5  | -2 |
| 3.   | Casertana | 3  | 4 | 1 | 1 | 2 | 5  | 8  | -3 |

### Girone 29
|          | NOC | PAG | SAV |
| -------- | --- | --- | --- |
| Nocerina | --- | 2-2 | 1-2 |
| Paganese | 1-1 | ––– | 1-2 |
| Savoia   | 0-0 | 1-1 | ––– |

| Pos. | Squadra  | Pt | G | V | N | P | GF | GS | DR |
| ---- | -------- | -- | - | - | - | - | -- | -- | -- |
| 1.   | Savoia   | 6  | 4 | 2 | 2 | 0 | 5  | 2  | +3 |
| 2.   | Nocerina | 3  | 4 | 0 | 3 | 1 | 4  | 5  | -1 |
| 3.   | Paganese | 3  | 4 | 0 | 3 | 1 | 5  | 6  | -1 |

### Girone 30
|             | CAV | JST | SOR |
| ----------- | --- | --- | --- |
| Cavese      | --- | 1-0 | 3-0 |
| Juve Stabia | 0-0 | ––– | 0-0 |
| Sorrento    | 0-1 | 0-0 | ––– |

| Pos. | Squadra     | Pt | G | V | N | P | GF | GS | DR |
| ---- | ----------- | -- | - | - | - | - | -- | -- | -- |
| 1.   | Cavese      | 7  | 4 | 3 | 1 | 0 | 5  | 0  | +5 |
| 2.   | Juve Stabia | 3  | 4 | 0 | 3 | 1 | 0  | 1  | -1 |
| 3.   | Sorrento    | 2  | 4 | 0 | 2 | 2 | 0  | 2  | -2 |

### Girone 31
|             | MAT | SAL | POT |
| ----------- | --- | --- | --- |
| Matera      | ––– | 0-0 | 2-0 |
| Salernitana | 1-0 | ––– | 2-0 |
| Potenza     | 1-0 | 0-0 | ––– |

| Pos. | Squadra     | Pt | G | V | N | P | GF | GS | DR |
| ---- | ----------- | -- | - | - | - | - | -- | -- | -- |
| 1.   | Salernitana | 6  | 4 | 2 | 2 | 0 | 3  | 0  | 3  |
| 2.   | Matera      | 3  | 4 | 1 | 1 | 2 | 2  | 2  | 0  |
| 3.   | Potenza     | 3  | 4 | 1 | 1 | 2 | 1  | 4  | -3 |

### Girone 32
|          | BAR | MON | MAR |
| -------- | --- | --- | --- |
| Barletta | ––– | 3-0 | 1-2 |
| Monopoli | 0-0 | ––– | 1-0 |
| Martina  | 4-0 | 1-0 | ––– |

| Pos. | Squadra  | Pt | G | V | N | P | GF | GS | DR |
| ---- | -------- | -- | - | - | - | - | -- | -- | -- |
| 1.   | Martina  | 6  | 4 | 3 | 0 | 1 | 7  | 2  | +5 |
| 2.   | Barletta | 3  | 4 | 1 | 1 | 2 | 4  | 6  | -2 |
| 3.   | Monopoli | 3  | 4 | 1 | 1 | 2 | 1  | 4  | -3 |

### Girone 33
|                 | BRI | SQI | VCA |
| --------------- | --- | --- | --- |
| Brindisi        | ––– | 1-0 | 1-1 |
| Squinzano       | 0-0 | ––– | 1-0 |
| Virtus Casarano | 0-0 | 1-1 | ––– |

| Pos. | Squadra   | Pt | G | V | N | P | GF | GS | DR |
| ---- | --------- | -- | - | - | - | - | -- | -- | -- |
| 1.   | Brindisi  | 5  | 4 | 1 | 3 | 0 | 3  | 2  | +1 |
| 2.   | Squinzano | 4  | 4 | 1 | 2 | 1 | 2  | 2  | 0  |
| 3.   | Casarano  | 3  | 4 | 0 | 3 | 1 | 2  | 3  | -1 |

### Girone 34
|         | COS | REG | REN |
| ------- | --- | --- | --- |
| Cosenza | ––– | 1-0 | 2-0 |
| Reggina | 1-0 | ––– | 0-0 |
| Rende   | 0-1 | 0-0 | ––– |

| Pos. | Squadra | Pt | G | V | N | P | GF | GS | DR |
| ---- | ------- | -- | - | - | - | - | -- | -- | -- |
| 1.   | Cosenza | 6  | 4 | 3 | 0 | 1 | 4  | 1  | +3 |
| 2.   | Reggina | 4  | 4 | 1 | 2 | 1 | 1  | 1  | 0  |
| 3.   | Rende   | 2  | 4 | 0 | 2 | 2 | 0  | 3  | -3 |

### Girone 35
|            | MES | NIG | SIR |
| ---------- | --- | --- | --- |
| Messina    | ––– | 3-1 | 0-0 |
| Nuova Igea | 0-0 | ––– | 0-1 |
| Siracusa   | 3-0 | 2-0 | ––– |

| Pos. | Squadra    | Pt | G | V | N | P | GF | GS | DR |
| ---- | ---------- | -- | - | - | - | - | -- | -- | -- |
| 1.   | Siracusa   | 7  | 4 | 3 | 1 | 0 | 6  | 0  | +6 |
| 2.   | Messina    | 4  | 4 | 1 | 2 | 1 | 3  | 4  | -1 |
| 3.   | Nuova Igea | 1  | 4 | 0 | 1 | 3 | 1  | 6  | -5 |

### Girone 36
|         | ALC | MAR | RAG |
| ------- | --- | --- | --- |
| Alcamo  | ––– | 1-0 | 5-0 |
| Marsala | 2-0 | ––– | 9-0 |
| Ragusa  | 0-2 | 0-5 | ––– |

| Pos. | Squadra | Pt | G | V | N | P | GF | GS | DR  |
| ---- | ------- | -- | - | - | - | - | -- | -- | --- |
| 1.   | Marsala | 6  | 4 | 3 | 0 | 1 | 16 | 1  | +15 |
| 2.   | Alcamo  | 6  | 4 | 3 | 0 | 1 | 8  | 2  | +6  |
| 3.   | Ragusa  | 0  | 4 | 0 | 0 | 4 | 0  | 21 | -21 |

## Qualificazione ai sedicesimi di finale
Al fine di ridurre le squadre da 36 a 32 per i sedicesimi di finale, la Lega ha sorteggiato 8 squadre tra le qualificate, che si sono incontrate il 10 e il 31 ottobre in confronti di andata e ritorno.
| Squadra 1 | Totale        | Squadra 2 | Andata | Ritorno |
| --------- | ------------- | --------- | ------ | ------- |
| Livorno   | 4-4 (1-5 dcr) | Reggiana  | 3-2    | 1-2     |
| Mira      | 3-1           | Casatese  | 1-1    | 2-0     |
| Campania  | 2-2 (1-5 dcr) | Latina    | 2-1    | 0-1     |
| Martina   | 3-2           | Brindisi  | 1-1    | 2-1     |

## Fase ad eliminazione diretta

### Sedicesimi di finale
Le gare di andata e ritorno furono disputate il 19 novembre e il 10 dicembre
| Squadra 1      | Totale | Squadra 2           | Andata         | Ritorno         |
| -------------- | ------ | ------------------- | -------------- | --------------- |
|                |        |                     | dal 14.11.1980 | all' 05.12.1980 |
| Omegna         | 2 - 3  | Casale              | 1 - 2          | 1 -1            |
| Alessandria    | 1 - 2  | Sanremese           | 1 - 0          | 0 - 2           |
| Piacenza       | 4 - 3  | Pro Patria          | 4 - 2          | 0 - 1           |
| Reggiana       | 2 - 2  | Lucchese            | 1 - 1          | 1 - 1 (2-4 dts) |
| Padova         | 2 - 0  | Mira                | 2 - 0          | 0 - 0           |
| Pordenone      | 5 - 6  | Cremonese           | 3 - 1          | 0 - 5           |
| Cattolica      | 2 - 3  | Mantova             | 1 - 1          | 1 - 2           |
| Arezzo         | 3 - 3  | Rondinella Marzocco | 2 - 2          | 1 - 1 (2-1 dts) |
| Fano           | 6 - 3  | Maceratese          | 6 - 1          | 0 - 2           |
| Sambenedettese | 1 - 1  | Chieti              | 0 - 0          | 1 - 1 (6-5 dcr) |
| Palmese        | 1 - 6  | Ternana             | 0 - 2          | 1 - 4           |
| ALMAS          | 1 - 3  | Latina              | 0 - 3          | 1 - 0           |
| Salernitana    | 5 - 1  | Martina             | 4 - 0          | 1 - 1           |
| Savoia         | 1 - 4  | Campobasso          | 1 - 0          | 0 - 4           |
| Cavese         | 2 - 1  | Cosenza             | 0 - 0          | 2 - 1           |
| Marsala        | 3 - 4  | Siracusa            | 3 - 1          | 0 - 3           |

### Ottavi di finale
Le gare di andata e ritorno furono disputate il 4 e il 18 febbraio.
| Squadra 1      | Totale | Squadra 2  | Andata     | Ritorno         |
| -------------- | ------ | ---------- | ---------- | --------------- |
|                |        |            | 06.02.1981 | 27.02.1981      |
| Casale         | 3 - 3  | Sanremese  | 2 - 2      | 1 - 1 (1-2 dcr) |
| Piacenza       | 2 - 0  | Lucchese   | 2 - 0      | 0 - 0           |
| Cremonese      | 3 - 3  | Padova     | 2 - 1      | 1 - 2 (4-6 dcr) |
| Arezzo         | 3 - 3  | Mantova    | 3 - 2      | 0 - 1 (4-3 dcr) |
| Sambenedettese | 0 - 3  | Fano       | 0 - 2      | 0 - 1           |
| Latina         | 0 - 2  | Ternana    | 0 - 1      | 0 - 1           |
| Salernitana    | 2 - 2  | Campobasso | 1 - 2      | 1 - 0 (3-0 dcr) |
| Cavese         | 2 - 1  | Siracusa   | 1 - 0      | 1 - 1           |

### Quarti di finale
Le gare di andata e ritorno furono disputate l'11 marzo e il 1º aprile.
| Squadra 1 | Totale | Squadra 2   | Andata     | Ritorno    |
| --------- | ------ | ----------- | ---------- | ---------- |
|           |        |             | 12.03.1981 | 26.03.1981 |
| Piacenza  | 2 - 3  | Sanremese   | 1 - 2      | 1 - 1      |
| Arezzo    | 2 - 1  | Padova      | 1 - 0      | 1 - 1      |
| Fano      | 1 - 2  | Ternana     | 0 - 1      | 1 - 1      |
| Cavese    | 1 - 0  | Salernitana | 1 - 0      | 0 - 0      |

### Semifinale
Le gare di andata e ritorno furono disputate il 29 aprile e il 20 maggio.
| Squadra 1 | Totale | Squadra 2 | Andata     | Ritorno                       |
| --------- | ------ | --------- | ---------- | ----------------------------- |
|           |        |           | 16.04.1981 | 21.05.1981                    |
| Arezzo    | 4 - 1  | Sanremese | 2 - 1      | 2 - 0 (per delibera del G.S.) |
| Cavese    | 3 - 4  | Ternana   | 3 - 0      | 0 - 4                         |

### Finale
| Terni 17 giugno 1981 Finale – Andata         | Ternana   | 1 – 0 | Arezzo | Stadio Libero Liberati |
| \| \| \| \| \| Valigi 32’ \| Marcatori \| \| |           |       |        |                        |
|                                              |           |       |        |                        |
| Valigi 32’                                   | Marcatori |       |        |                        |

| Arezzo 20 giugno 1981 Finale – Ritorno                      | Arezzo    | 2 – 0 (d.t.s.) | Ternana | Stadio Comunale |
| \| \| \| \| \| Vittiglio 6’ Barbana 101’ \| Marcatori \| \| |           |                |         |                 |
|                                                             |           |                |         |                 |
| Vittiglio 6’ Barbana 101’                                   | Marcatori |                |         |                 |